# 茨木清次郎

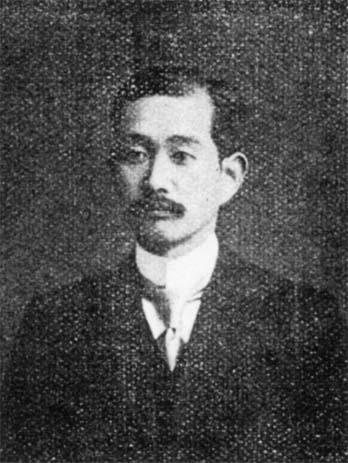
茨木清次郎

茨木 清次郎（いばらき せいじろう、1876年（明治9年）8月19日 - 1955年（昭和30年）3月15日）は、日本の文部官僚。教育者。

## 経歴
石川県出身。旧制第四高等学校を経て、1899年（明治32年）に東京帝国大学文科大学英文科を卒業。翌年四高教授となり、イギリス留学の後、1908年（明治41年）から文部省視学官・図書審査官となり、1913年（大正2年）からは督学官を務めた。1917年（大正6年）、東京音楽学校校長となり、東京外国語学校校長、旧制松本高等学校校長、東京女子高等師範学校校長、旧制浦和高等学校校長を歴任した。
1935年（昭和10年）に退官し、1937年（昭和12年）からは竹田宮附別当を務めた。

## 栄典
位階
- 1933年（昭和8年）2月1日 - 従三位[5]

勲章等
- 1940年（昭和15年）8月15日 - 紀元二千六百年祝典記念章[6]

## 親族
- 本多政以 - 妻の父[1]。男爵・貴族院議員。

## 関連文献
- 染村絢子 「茨木清次郎と英学」（『北陸英学史研究』第8輯、日本英学史学会北陸支部、1997年10月）
- 関田かをる 「茨木清次郎」（平川祐弘監修 『小泉八雲事典』 恒文社、2000年12月、ISBN 4770410247）